# Sergio Rodríguez García

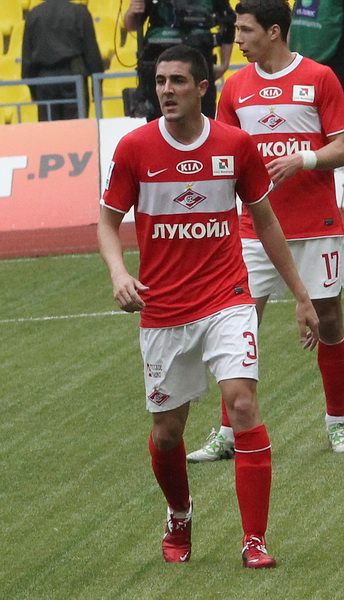
Sergio Rodríguez García

Sergio Rodríguez García, född 17 augusti 1984 i Mataró, är en spansk fotbollsspelare som spelar i Spartak Moskva. Garcías moderklubb är FC Barcelona där han spelade fem matcher för A-laget 2004-2006 innan han flyttade till Deportivo La Coruña.

## Fotnoter
1. ↑  transfermarkt.com, transfermarkt.com spelar-ID: 8163, läst: 9 oktober 2017.[källa från Wikidata]
2. ↑  Base de Datos del Futbol Argentino, BDFA spelar-ID: 56735.[källa från Wikidata]
3. ↑  läs online, Internet Archive .[källa från Wikidata]